# Elato
Elato ist ein Atoll im zentralen Pazifischen Ozean. Geographisch gehört es zum Archipel der Karolinen, politisch zum Bundesstaat Yap der Föderierten Staaten von Mikronesien.

## Geographie
Elato liegt im Osten des Staates Yap, 9 km westlich des Atolls Lamotrek sowie 36 km südöstlich von Olimarao. Von den Yap-Inseln im Westen des Bundesstaates liegt es über 900 km entfernt. Mit dem Nachbaratoll Lamolior ist es über eine 1,5 km lange und rund 20 m unter der Wasseroberfläche liegende Korallenbank verbunden, sodass es mit diesem ein Doppelatoll bildet. Elato selbst ist ein langgestrecktes Atoll in der Form einer „8“ mit einer Länge von 9 km und einer maximalen Breite von 2 km. Die beiden Lagunen haben zusammen eine Fläche von etwa 7,5 km² und erreichen eine Tiefe von 27 m (nördliche Lagune) bzw. 29 m (südliche Lagune). Die Gesamtfläche des Atolls beträgt etwa 11 km², die Landfläche hingegen nur rund 0,5 km². Auf dem Saumriff des Atolls liegen drei Inseln, Falipi im Süden, Kari im Zentrum sowie Elato, die Haupt- und einzig bewohnte Insel, im Nordosten.

## Verwaltung
Elato bildet – gemeinsam mit dem unbewohnten Lamolior – eine Gemeinde (municipality) gleichen Namens mit 105 Einwohnern (Stand 2010), die zu 95 % dem römisch-katholischen Glauben angehören. Innerhalb von Yap hat damit nur das Atoll Ngulu noch weniger Einwohner. Elato gehört zum fünften und östlichsten Wahldistrikt des Bundesstaates Yap.